# Fitz Walker
Fitzlloyd Dean „Fitz” Walker (ur. 7 marca 1959) – jamajski i brytyjski zapaśnik walczący w stylu wolnym. Trzykrotny olimpijczyk. Odpadł w eliminacjach turnieju w Moskwie 1980, Los Angeles 1984 i Seulu 1988. Startował w kategorii 74 kg.
Zajął osiemnaste miejsce na mistrzostwach świata w 1987. Siódmy na mistrzostwach Europy w 1984. Brązowy medalista Igrzysk Wspólnoty Narodów w 1986; czwarty w 1978 (startował dla Jamajki) i szósty w 1982. Wicemistrz Wspólnoty Narodów w 1991, gdzie reprezentował Anglię.
Czternastokrotny mistrz kraju w latach 1979 (69 kg) i 1980-1992 (76 kg).
- Turniej w Moskwie 1980

Przegrał z Istvánem Fehérem z Węgier i Pawłem Piniginem z ZSRR.
- Turniej w Los Angeles 1984

Przegrał z Markiem Mongeonem z Kanady i Naomim Higuchim z Japonii.
- Turniej w Seulu 1988

Przegrał z Kennym Mondayem z USA i Šabanem Sejdim z Jugosławii.